# Chewing Gun
Chewing Gun est une série de bande dessinée polar française écrit par Antoine Ozanam, dessinée par Nicolas Lannoy et colorisé par Ruby (tome 1) puis Zelig (tome 2).
Ses deux uniques volumes ont été publiés par Delcourt en 2002 et 2004.

## Albums
- Delcourt, coll. « Sang froid » :

1. Troubleman, 2002  (ISBN 2-84055-757-6)[1]
2. Foxy Lady, 2004  (ISBN 2-84789-049-1)[2].